# Amir Kia Sar
Amir Kia Sar (em persa: اميركياسر, também romanizada como Amīr Kīā Sar, Amīr Keyāsar, Amīr Kīāsar e Amīr Kīyasar) é uma aldeia do distrito rural de Kiashahr, situada no condado de Astaneh-ye Ashrafiyeh, na província de Gilan, no Irã. Segundo o censo de 2006, sua população era de 1 135, em 336 famílias.